# Acalolepta ginkgovora
Acalolepta ginkgovora är en skalbaggsart som beskrevs av Makihara 1992. Acalolepta ginkgovora ingår i släktet Acalolepta och familjen långhorningar. Inga underarter finns listade i Catalogue of Life.